# 高槻市立しろあと歴史館
高槻市立しろあと歴史館（たかつきしりつ しろあとれきしかん）は、大阪府高槻市にある市立博物館。

## 概要

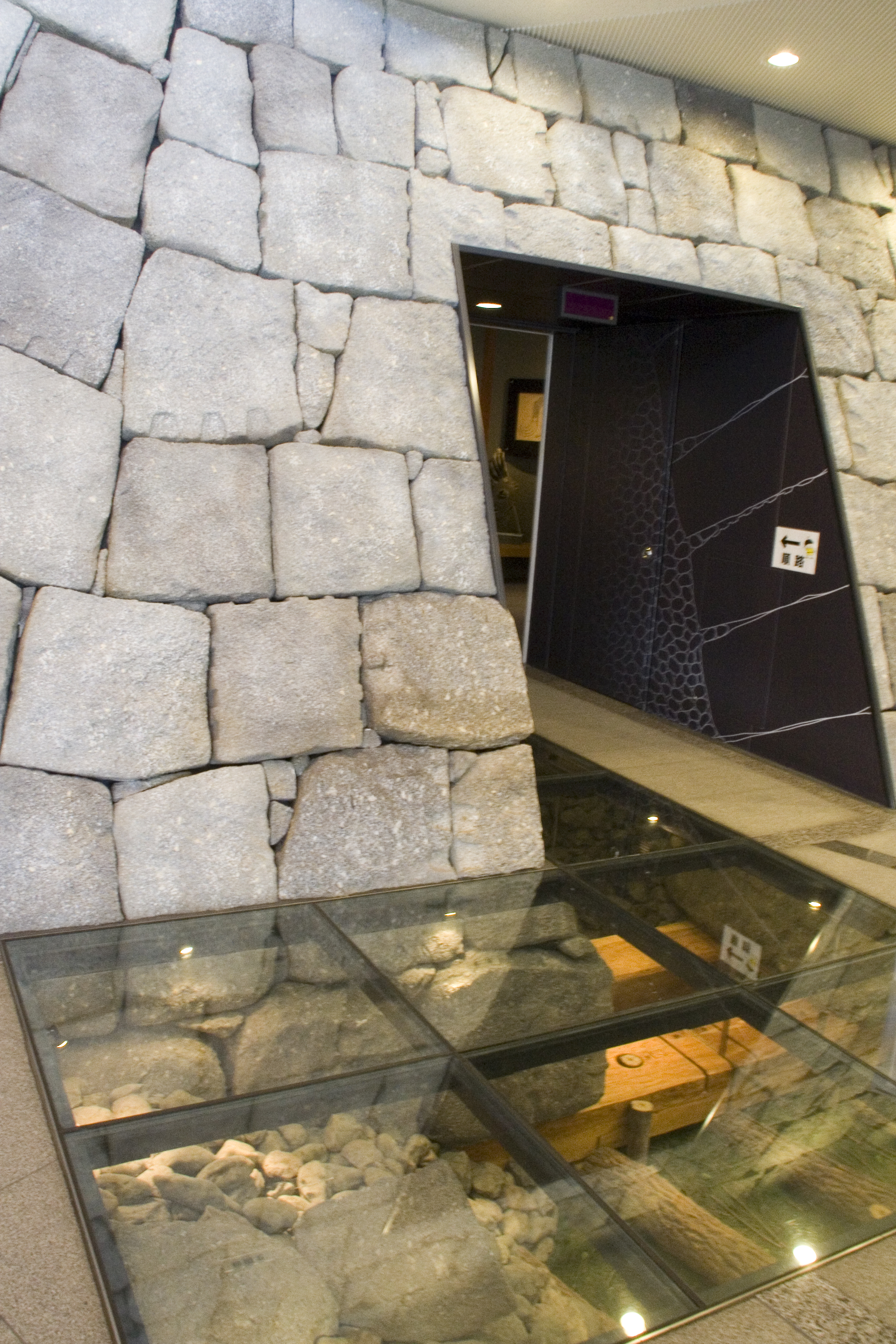
玄関ホールには石垣が再現されている

高槻城三の丸跡に建ち、江戸時代の高槻の歴史資料を、多彩な資料や映像・模型のほかマンガによる解説も加えて、わかりやすく紹介する。

## 施設
- 常設展示 「高槻城と人」「城下町のくらし」「西国街道と芥川宿」「淀川と舟運」「人々のなりわいといとなみ」
大阪府指定無形民俗文化財「淀川三十石船船唄」（平成14年1月29日指定）の歌声
- 企画展示
- 体験学習室

## 利用情報
- 開館 10時 - 17時（入館は16時半まで）
- 休館 月曜（祝日は開館）・祝日の翌日・12月28日 - 1月3日
月曜日が祝日の場合は火曜日、土曜日が祝日の場合は日曜日が休館。
- 入館料 無料（特別展は有料）

## 周辺
- 高槻城跡
- 高山右近高槻天主教会堂跡
- 野見神社
- 城跡公園
- 高槻市立歴史民俗資料館
- カトリック高槻教会
- 高槻城公園芸術文化劇場

## 交通アクセス
- 阪急京都本線 高槻市駅より南へ徒歩約10分
- JR京都線 高槻駅より南東へ徒歩約15分